# 张帼英
张帼英（1937年3月—），女，汉族，广东东莞人，中华人民共和国政治人物，中共十二、十三和十四届中央委员。
1966年，担任中共广东海南自治州保亭县委副书记。1973年，任中共广东省仁化县书记。1982年，任中共广东省惠阳地委副书记。1983年，任全国妇联执委会副主席。1990年，任中共广东省委副书记。1998年，任广东省人大常委会副主任。2001年，当选广东省人大常委会主任。